# Georg Friedrich Steiner
Georg Friedrich Steiner (Jerzy Fryderyk Steiner, ur. ok. 1 października 1704 w Toruniu, zm. ok. 1 października 1766 tamże) – toruński białoskórnik, malarz, rysownik-amator.

## Biografia
Urodził się ok. 1 października (przed 3 października) 1704 r. w Nowym Mieście Toruniu. Pochodził z rodziny rzemieślniczej wyznania ewangelickiego. Jego rodzicami byli Georg (zm. 1725) i Maria z d. Schulz (ur. 1669, zm. 1743), para doczekała się jednego syna. Jego ojciec Georg był białoskórnikiem, który został wpisany do księgi obywateli Torunia w 1693 roku jako przybysz.
Georg Friedrich Steiner został ochrzczony w nowomiejskim kościele św. Trójcy. Ukończył cztery klasy szkoły podstawowej, nie kontynuował nauki w Gimnazjum Akademickim. Do 1725 roku odbywał pięcioletnie nauki cechowe, prawdopodobnie w warsztacie ojca (po jego śmierci kierowanym przez Marię do 1731 roku). Zgodnie z ówczesnym prawem i zwyczajami, po ukończeniu nauki w rodzinnym warsztacie odbył trzyletnią wędrówkę czeladniczą po warsztatach w Europie Środkowej. Wędrówka odbyła się w latach 1724–1727. Nie wiadomo, jakie miasta odwiedził Steiner. Z zachowanych źródeł wiadomo tylko, że ok. 1727 roku odwiedził Królewiec, a w maju 1729 roku (według ustaleń Reinholda Heuera) był Malborku. Zdaniem polskiego nowożytnika Stanisława Salmonowicza, Georg Friedrich Steiner mógł zwiedzić północne Niemcy, Wrocław i Kraków.
W 1731 roku Georg Friedrich Steiner osiadł w Toruniu. Prawdopodobnie nie planował osiedlić się w Toruniu, jednak zmienił decyzję po śmierci matki. Uzyskał prawa obywatelskie i uruchomił odziedziczony po ojcu warsztat. Przez pierwsze lata warsztat Georga Friedricha Steinera dobrze prosperował, w latach 1735–1739 w warsztacie był zatrudniony czeladnik. W 1734 roku doszło do pożaru w foluszu białoskórniczym w Lubiczu. Georg Friedrich Steiner wraz z innymi białoskórnikami zaciągnęli pożyczę od rady miasta w wysokości 2170 zł na odbudowę budynku. Zdaniem Krzysztofa Mikulskiego prawdopodobne problemy ze spłatą tej kwoty mogły przyczynił się do ograniczenia produkcji, a następnie do upadku cechu pod koniec lat 30. XVIII wieku. W związku z problemami ze spłatą długu władze miejskie przejęły folusz i opieczętowały go w 1750 roku. Po upadku zakładu Steiner poświęcił się działalności artystycznej, jednak pozostał członkiem cechu białoskórników. W 1761 roku pełnił funkcję starszego cechu.

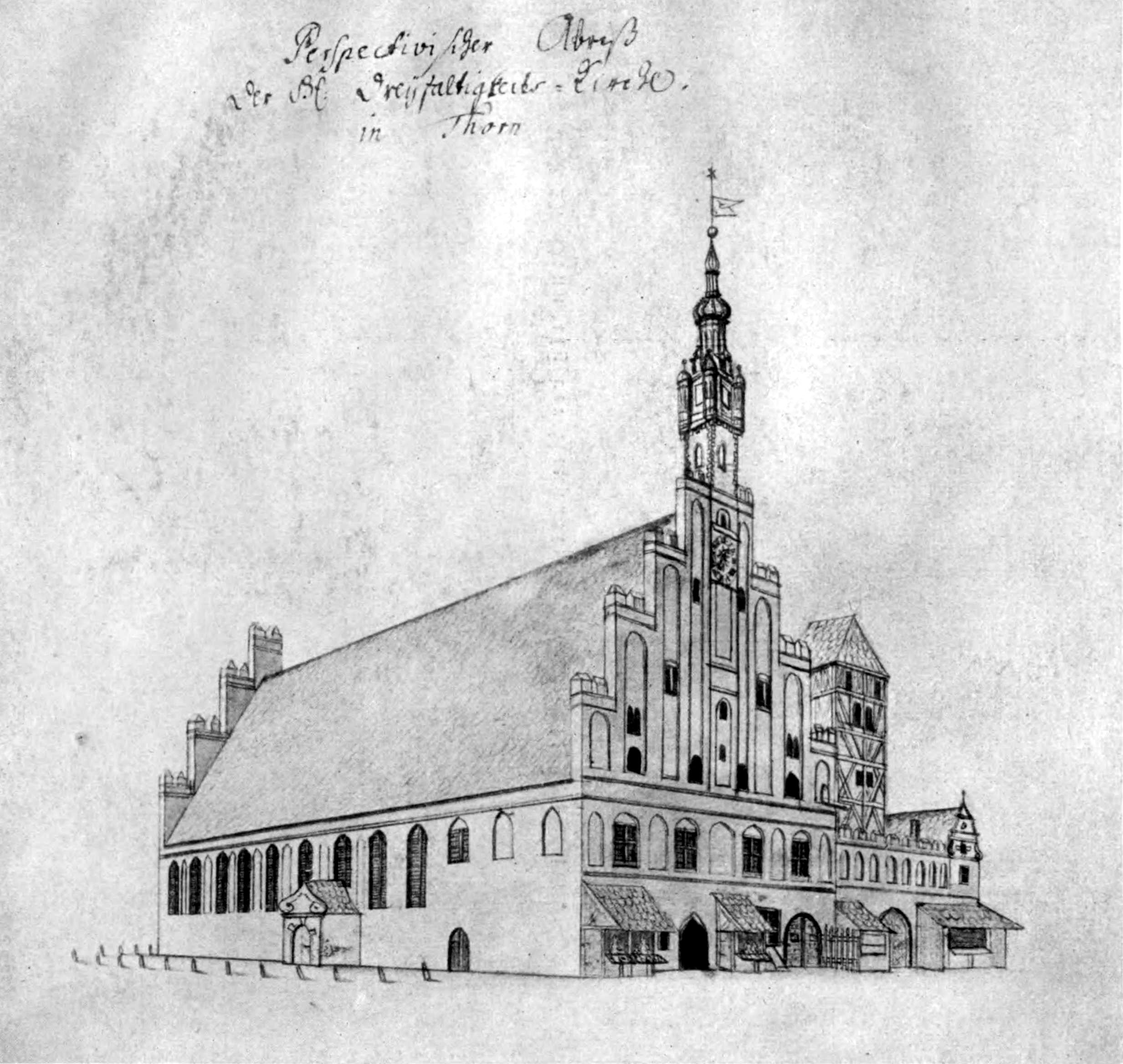
Kościół św. Trójcy w Toruniu

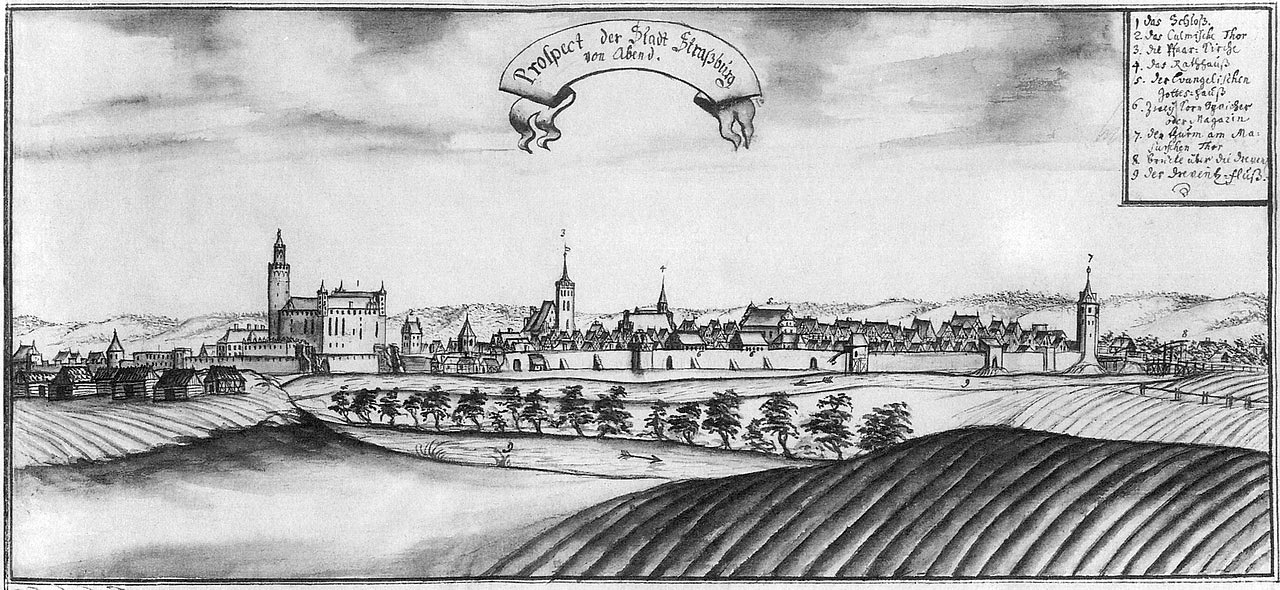
Panorama Brodnicy

W 1747 roku opuścił dom rodzinny, położony przy ul. Królowej Jadwigi 26. Dom przejął jego szwagier Marcin Bogumił Noske. W następnych latach Georg Friedrich Steiner wynajmował domy czynszowe od ekonomii miejskiej lub bogatych mieszczan. Mieszkał przy ul. Ducha św. nr 19 (1748–1749), przy ul. Podmurnej (później wchodzącej w skład ul. Szerokiej) 7 (1750–1754), następnie w okazałej kamienicy przy ul. Królowej Jadwigi 15, naprzeciwko domu rodzinnego (1757–1766).
Jego sytuacja finansowa poprawiła się pod koniec jego życia. W 1757 roku toruński cech malarzy toruńskich napisał skargę na partaczy tego zawodu. Za największego partacza uznano Steinera, który miał uzyskać wysokie wynagrodzenie za prace wykonane dla Rady Miasta oraz dorabiał sobie, malując i kolorując na zlecenie mieszkańców Torunia, szkicując w Ogrodzie Strzelniczym i grając na organach w kaplicy kalwińskiej (w skargę: udawał organistę).
Zmarł ok. 1 października w 1766 roku. Został pochowany na cm. św. Katarzyny w Toruniu.

## Rysunki

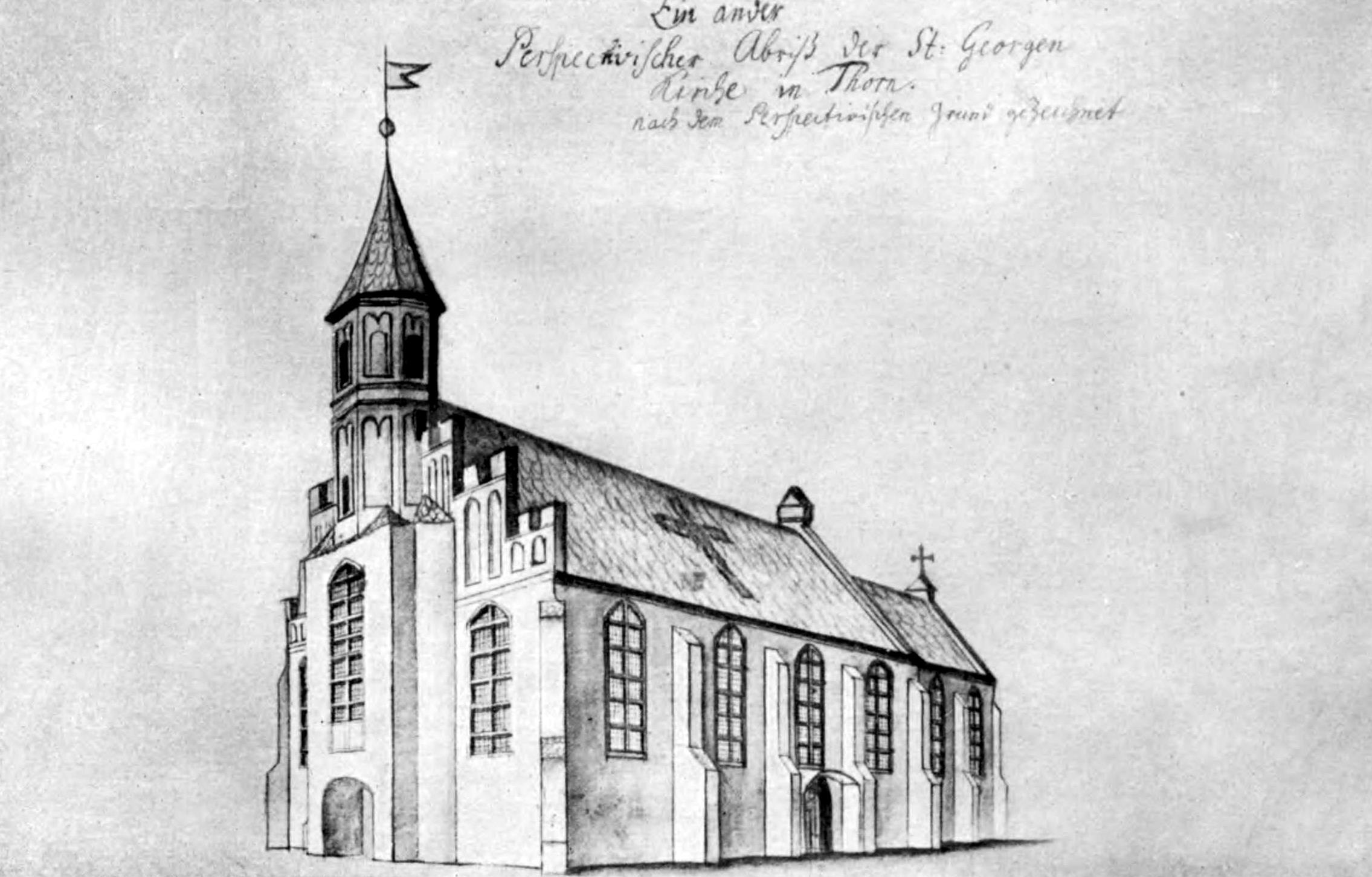
Kościół św. Jerzego w Toruniu

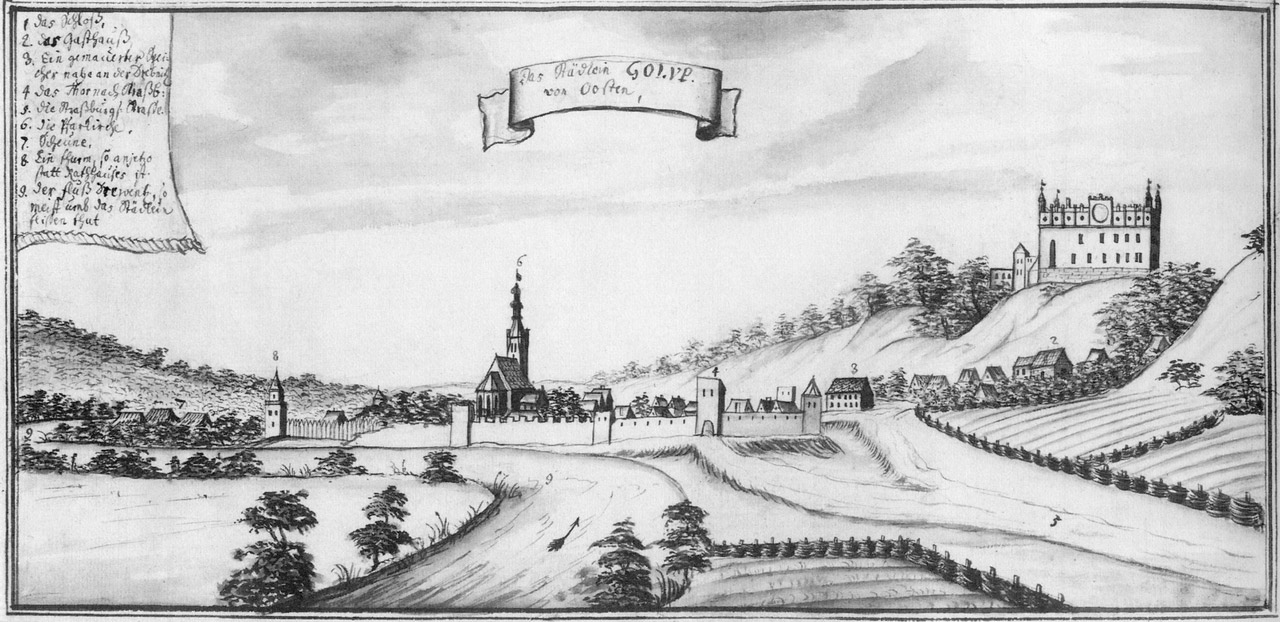
Panorama Golubia-Dobrzynia

W latach 1738–1745 wykonał co najmniej 128 rysunków z architekturą i panoramami Torunia oraz Brodnicy, Chełmna, Elbląga, Fordonu, Golubia, Grudziądza (15 panoram), Królewca. Początkowo były kreślone ołówkiem, następnie wyciągane tuszem za pomocą piórka. Cienie tworzył za pomocą pędzla. Narysował również rezydenckie magnackie w Gzinie i Ostromecku. Jego najstarszy rysunek pochodzi z 1727 roku, przedstawia widok Królewca. Rysunki miast na Pomorzu mogły powstać w latach 1740–1743. W 1744 roku zajął się porządkowaniem szkiców. Rysunki ponumerowano i przygotowano do wydania. Rysunki miały być wydane przez Radę Miasta Torunia, jednak z niewiadomych przyczyn nie doszło do druku. Według przypuszczenia Krzysztofa Mikulskiego rada miasta mogła zlecić uporządkowanie w zbioru, chcąc tym samym pomóc zubożałemu obywatelowi.
Jedno dzieło Steinera stanowi przedstawienie historyczne. Jest to rysunek przedstawiający bombardowanie Torunia podczas oblężenia miasta przez wojska szwedzkie 24 września 1703 roku.
W 1756 roku mógł przygotować cykl 46 rysunków budowli miejskich. Przez dłuższy czas uważano, że rysunki te wykonywał inny artysta, stąd zbiór był nazywany albumem Pseudo-Steinera. W skład rysunków wychodziły cztery panoramy Torunia, widoki Ratusza Staromiejskiego, kościół luterański przy Rynku Staromiejskim. Zbiór ten również nie został wydany, prawdopodobnie w wyniku problemów finansowych Torunia po wojnie siedmioletniej. Album Pseudo-Steinera został dokładnie zbadany po II wojnie światowej.
W drugiej połowie XVIII wieku rysunki posiadał prawdopodobnie Samuel Luther Geret. Po jego śmierci rysunki Steinera trafiły do Samuela Tomasza Sömmerrina, który kolekcję wywiózł do Frankfurtu nad Menem. Rysunki wróciły do Torunia w 1913 roku. Rok później wykonano kopie fotograficzne rysunków. W 1919 roku władze Torunia kupiły rysunki. Zakupiony zbiór został przekazany Archiwum Miejskiemu. W 1925 roku 45 rysunków zostało wydanych i poprzedzonych tekstem komentującym przez Reinholda Heuera w formie książki. Podczas II wojny światowej zbiór trafił do Muzeum Miejskiego w Toruniu. We wrześniu 1944 roku wraz z innymi eksponatami został wywieziony do Marburga. W 1945 roku zaginęły oryginalne prace. Do Torunia wróciły kopie albumu z 1914 i 1919 roku. Na ich podstawie w 1998 roku wydano pełny album.
Dzięki jego rysunkom jest znany pierwotny wygląd mauzoleum burmistrza Torunia Simona Weissa z 1738 roku oraz mauzoleum rodziny Zerneke.

## Rodzina
16 listopada 1734 roku poślubił Dorotę Kaltenbach, córkę toruńskiego kuśnierza Samuela. Para miała pięcioro dzieci. 6 stycznia 1746 roku na świat przyszedł Krystian Bogumił Steiner (1746–1814), prawnik i historyk. Jan Fryderyk (1737–1775) został mistrzem kuśnierskim i szynkarzem w Ogrodzie Strzelniczym. Zdaniem Reinholda Heuera, Steiner miał jeszcze troje starszych dzieci, urodzonych w latach 1735, 1737 i 1740. Salmonowicz wyraził powątpiewanie w istnienie drugiego w kolejności.